# Lista siturilor arheologice din județul Mehedinți - P
Lista siturilor arheologice din județul Mehedinți - P conține toate siturile arheologice din județul Mehedinți înscrise în Repertoriul Arheologic Național (RAN) și aflate în localități al căror nume începe cu litera P. RAN este administrat de Ministerul Culturii și Patrimoniului Național și cuprinde date științifice, cartografice, topografice, imagini și planuri, precum și orice alte informații privitoare la zonele cu potențial arheologic, studiate sau nu, încă existente sau dispărute.
Puteți căuta un sit din localitățile care încep cu litera P folosind formularul de mai jos sau puteți naviga prin toate siturile din județ la Lista siturilor arheologice din județul Mehedinți.
| Cod RAN                                   | Denumire | Localitate                        | Adresă                    | Datare           | Descoperit | Coordonate                                     | Imagine           | Erori            |
| ----------------------------------------- | --- | --------------------------------- | ------------------------- | ---------------- | ---------- | ---------------------------------------------- | ----------------- | ---------------- |
| 113215.01.01 (Cod LMI: MH-I-m-B-10090.03) | Situl arheologic de la Pristol / ansamblu anonim (Categorie: locuire civilă) (Tip: Așezare)                                                                  | sat Pristol, comuna Pristol       |                           | Starčevo - Criș  |            |                                                | Încărcați imagine | Raportați eroare |
| 113215.01.02 (Cod LMI: MH-I-m-B-10090.02) | Situl arheologic de la Pristol / ansamblu anonim (Categorie: locuire civilă) (Tip: Așezare)                                                                  | sat Pristol, comuna Pristol       |                           | sec. VII a. Chr. |            |                                                | Încărcați imagine | Raportați eroare |
| 113215.01.03 (Cod LMI: MH-I-m-B-10090.01) | Situl arheologic de la Pristol / ansamblu anonim (Categorie: locuire civilă) (Tip: Așezare)                                                                  | sat Pristol, comuna Pristol       |                           | sec. IX - XI     |            |                                                | Încărcați imagine | Raportați eroare |
| 112502.01.01 (Cod LMI: MH-I-s-B-10091)    | Castrul roman de la Puținei - "La Cetatea lui Negru Vodă" / ansamblu Castrul roman de la Puținei - Izvoru Bârzii (Categorie: locuire militară) (Tip: Castru) | sat Puținei, comuna Izvoru Bârzii | La Cetatea lui Negru Vodă | sec. IV - V      |            | 44°40′00″N 22°42′00″E / 44.6666666667°N 22.7°E | Încărcați imagine | Raportați eroare |
| 112502.02.01 (Cod LMI: MH-I-s-B-10092)    | Necropola medievală de la Puținei / ansamblu Necropolă medievală (Categorie: descoperire funerară) (Tip: Necropolă)                                          | sat Puținei, comuna Izvoru Bârzii |                           | sec. XIII - XIV  |            |                                                | Încărcați imagine | Raportați eroare |